# Val di Campo

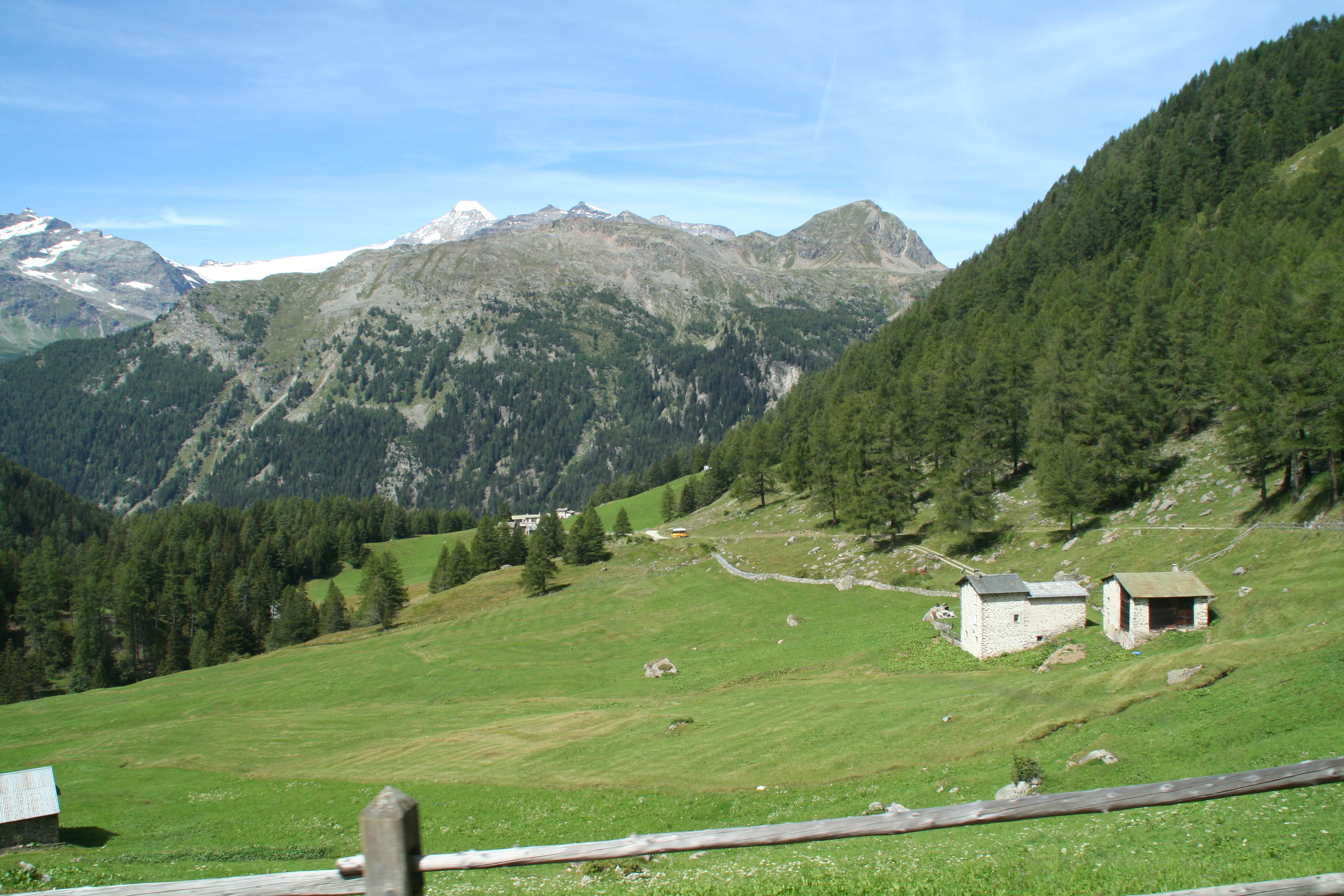
Im Val di Campo, Blick nach Westen

Das Val di Campo (im alpinlombardischen Dialekt Pus'ciavin auch Val da Camp) ist ein Bergtal im Kanton Graubünden. Es liegt als linkes Seitental des Puschlav auf der Südseite des Berninapasses.

## Lage
Das rund sieben Kilometer lange Tal ist auf drei Seiten von Italien umgeben. Es erstreckt sich vom Pass da Val Viola (2432 m ü. M.) in südwestlicher Richtung hinunter nach Sfazù (1577 m ü. M.) an der Strasse über den Berninapass, wo auch die Fahrstrasse ins Tal beginnt. Die Zufahrt ist nur mit einer Bewilligung gestattet. Das Val di Campo wird im Sommerhalbjahr von einer Postautolinie ab Sfazù erschlossen.

## Besiedlung

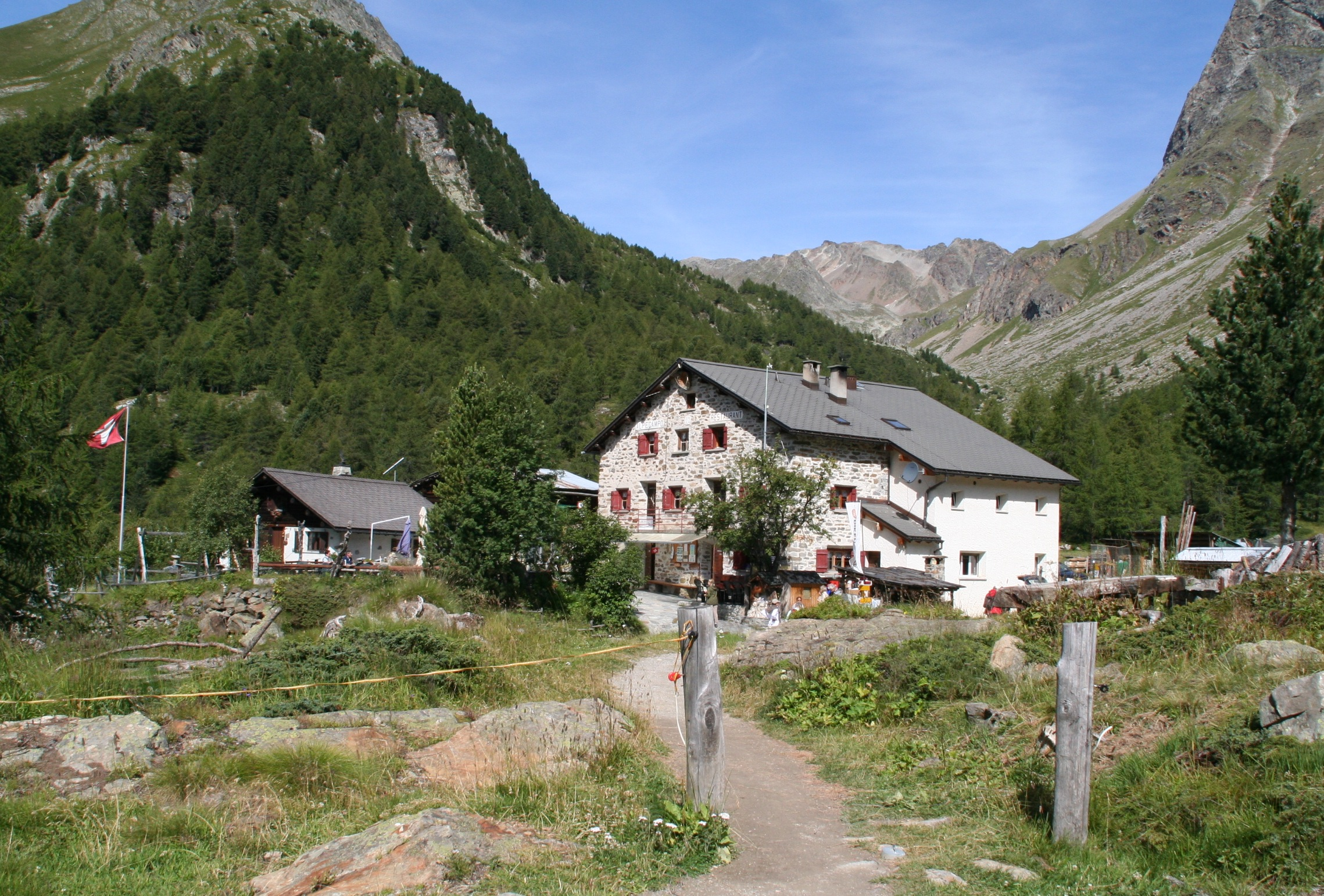
Ristorante Alpe Campo

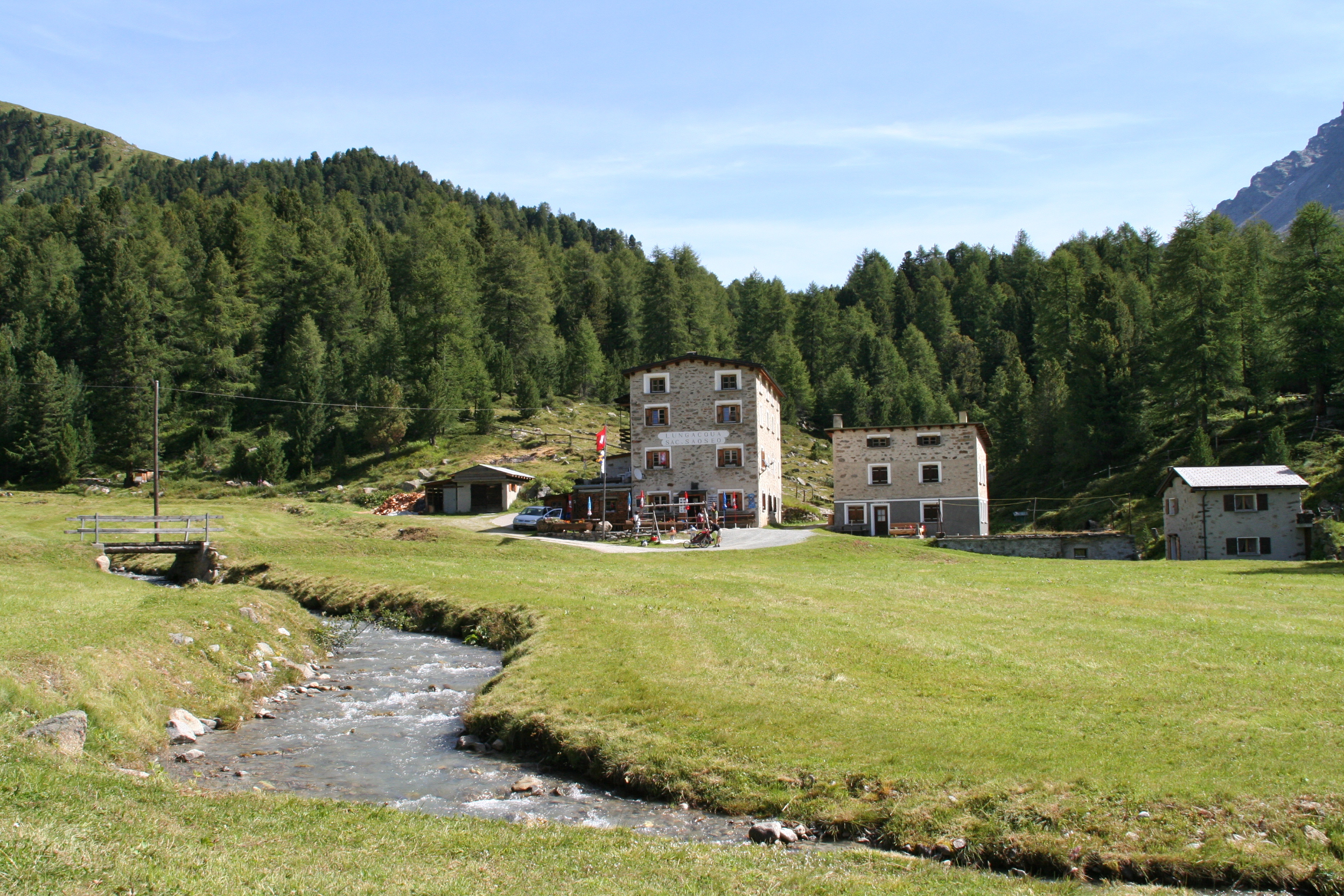
Rifugio Saoseo

Ortschaften gibt es im Tal keine. Zahlreiche Ställe sind zu Ferienhäusern umgebaut worden.

Im oberen Teil des Tals liegen zwei Berghäuser: Am Endpunkt der Postautolinie steht das «Ristoro Alpe Campo», etwas weiter unterhalb bei Lungacqua die SAC-Hütte Rifugio Saoseo. Letztere wurde 1935 als Bauernhaus erbaut. Ende der 1930er-Jahre mietete der SAC einen Teil des Hauses, und 1974 kaufte er das Erd- und Dachgeschoss im Stockwerkeigentum. Ein Teil des Hauses wurde 1940 bis 1957 an den Zollkreis III für die Grenzwacht vermietet. Damals wurde auch eine Telefonleitung ins Tal gezogen.

## Gewässer
Durchflossen wird das Tal von der Val da Camp, die bei Lungacqua aus dem Val Mera von Norden den gleichnamigen Bach aufnimmt.
Im hinteren Teil des Tals liegen mehrere Bergseen. Der grösste ist der Lagh da Val Viola im oberen Talabschnitt, der auch Val Viola genannt wird. Etwas unterhalb davon liegt in einer bewaldeten Mulde der Lagh da Saoseo, der für sein kräftiges Blau bekannt ist. Um den See ranken sich etliche Sagen.